# Felice Matteucci
Felice Matteucci (Lucca, 12 febbraio 1808 – Capannori, 13 settembre 1887) è stato un ingegnere e inventore italiano.

Brevetto inglese per il motore Barsanti-Matteucci (12 giugno 1857) conservato presso l'archivio del Museo Galileo

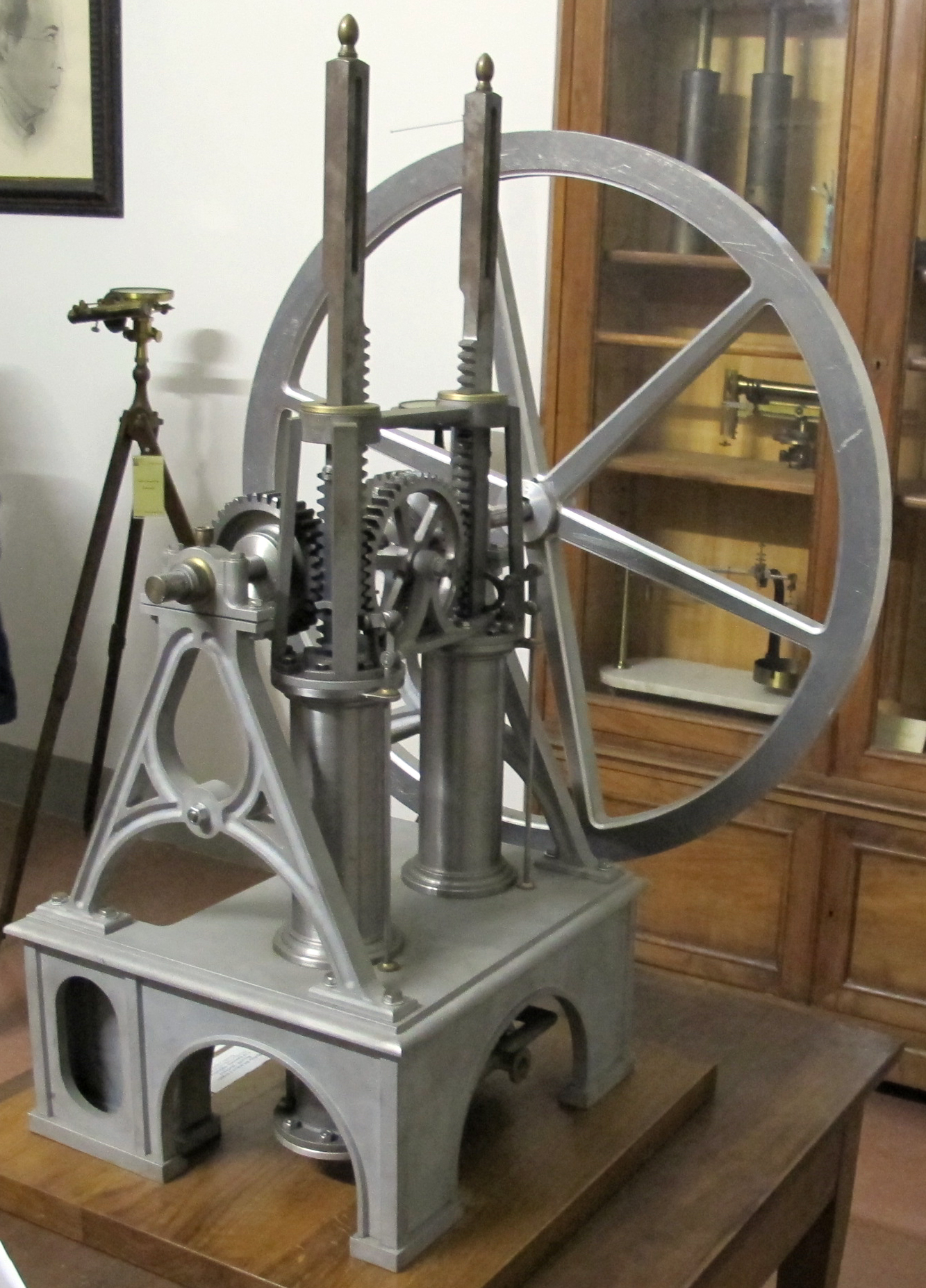
Modello del motore Barsanti-Matteucci all'osservatorio Ximeniano di Firenze

Con Eugenio Barsanti realizzò il primo motore a combustione interna.

## Biografia
Il padre di Matteucci, Luigi, fu insigne avvocato e Ministro di Giustizia del Principato di Lucca e Piombino. Sposò Angiola Tomei Albiani di Pietrasanta, città allora compresa nel Granducato di Toscana, e ciò lo indusse presto ad interagire con personaggi influenti di quello Stato. Dopo la restaurazione il Matteucci divenne un diplomatico al servizio del Granducato e questo lo portò a distaccarsi progressivamente dall'ambiente lucchese (Lucca era capitale di un suo Ducato, non faceva parte dello Stato toscano). Il giovane Felice iniziò i suoi studi accademici nel 1823/24 nell'Università Lucchese (vedi Università di Lucca). Il padre venne però nominato rappresentante diplomatico del Granduca di Toscana in Francia e ritenne di dover iscrivere il figlio al Real Collegio Borbonico di Parigi, dove studiò ingegneria idraulica e meccanica. Dopo un anno di permanenza nella capitale francese i Matteucci rientrarono in Italia e Felice continuò la sua formazione scientifica a Firenze.
In seguito il padre di Felice assunse alti incarichi nel governo toscano e lavorò alla compilazione del codice delle leggi. I Matteucci vivevano prevalentemente a Firenze e conservavano due dimore nel Ducato di Lucca e, probabilmente durante i lunghi soggiorni nella villa di Vorno (oggi comune di Capannori, Lucca), Felice studiò l'assetto idraulico del Lago di Sesto o Bientina, grande specchio d'acqua posto al confine tra Stato lucchese e Granducato. Nel 1835, a soli 27 anni, lo studioso formulò un progetto per la bonifica del lago. L'ipotesi fu presentata al governo granducale che però decise di scartarla, generando nel Matteucci una delusione notevole. Nel 1838 sposò Giulia Ramirez de Montalvo da Campi Bisenzio, ultima discendente di una nobile famiglia di origine spagnola, e si trasferì nella villa della moglie. Nel 1851 conobbe il pietrasantino padre Eugenio Barsanti degli Scolopi e rimase impressionato dalla sua idea per un motore a combustione interna; da questo momento i due collaborarono per tutta la vita allo sviluppo pratico dell'invenzione.

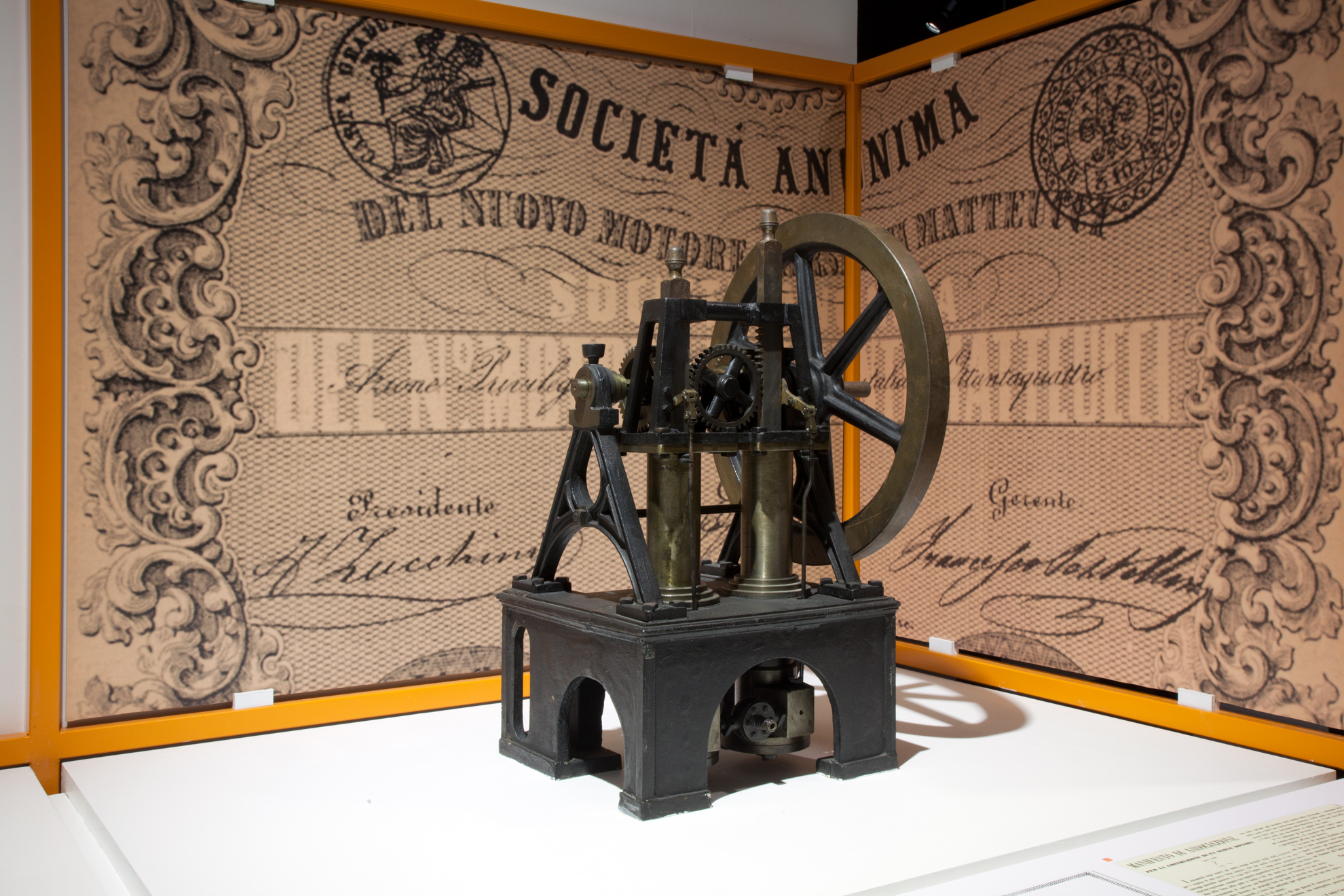
Motore a scoppio Barsanti e Matteucci, 1853(riproduzione ante 1962, Museo nazionale della scienza e della tecnologia Leonardo da Vinci, Milano). Fu il primo esempio di motore a combustione interna usato per azionare macchine utensili.

Tra il 1851 e il 1864 i due costruirono vari prototipi di motore a scoppio, provando alcune varianti al concetto di combustione interna ad un cilindro. Presentarono inoltre vari brevetti in Italia e all'estero a nome della Società anonima del nuovo motore Barsanti e Matteucci. Il motore fu sviluppato presso l'Osservatorio Ximeniano di Firenze e all'invenzione dettero un qualche apporto Giovanni Antonelli e Filippo Cecchi. Purtroppo i due inventori, nonostante avessero depositato numerosi brevetti, non si videro mai riconoscere l'invenzione e questo non incise in modo positivo sulle condizioni del Matteucci che, già dal 1862, aveva iniziato a soffrire di esaurimento nervoso. 
Dopo la morte del socio nel 1864 e il fallimento della società costituita per promuovere l'applicazione del motore a macchine industriali, ritornò alla sua attività di ingegnere idraulico. Fece studi su idrometri e pluviometri e sulle opere idrauliche fluviali.
Nel 1877 rivendicò per sé e per Barsanti la priorità dell'invenzione del motore a combustione interna, nel frattempo sviluppato da Nikolaus August Otto in modo palesemente simile al motore Barsanti-Matteucci.
Gli insuccessi e le frustrazioni accumulate favorirono la malattia, che probabilmente ne causò la morte nella sua villa di Vorno, frazione di Capannori posta a pochi chilometri da Lucca.
La sua salma fu collocata nella cappella della Villa Montalvo di Campi Bisenzio, comune del quale fu consigliere comunale (dal 1865 al 1875).
Numerosi documenti relativi ai brevetti richiesti dalla Società anonima del nuovo motore Barsanti e Matteucci in Inghilterra, Piemonte, Francia, Belgio e Prussia sono ora conservati presso l'archivio della biblioteca del Museo Galileo.
Il 1º giugno 2024, nei pressi di Firenze, è stato presentato e acceso un prototipo del motore Barsanti-Matteucci, ricostruito basandosi sulla documentazione storica disponibile. Questo avvalora ancora di più l'ipotesi che i due siano stati realmente gli inventori del motore a combustione interna, invenzione sulla quale esistono da decenni varie dispute.

## Opere

Sfioratori a stramazzo per moderare le piene dei fiumi (1875)

- Felice Matteucci, Intorno a due istrumenti automatici che descrivono in modo continuo le curve delle piogge e delle variazioni nel pelo dell'acqua dei fiumi, Roma, Stabilimento Giuseppe Civelli, 1874.
- Felice Matteucci, Sfioratori a stramazzo per moderare le piene dei fiumi, Firenze, Tipografia Bencini, 1875.

## Dediche
- Il liceo scientifico di Viareggio è stato intitolato alla coppia di inventori toscani Barsanti e Matteucci.
- Sul palazzo Matteucci di Lucca vi è una lapide che ricorda che quello fu il luogo di nascita dell'inventore.
- Un viale del quartiere lucchese di Borgo Giannotti è intitolato a Barsanti e Matteucci.
- La Fondazione Barsanti e Matteucci di Lucca ha donato al Deutsches Museum di Monaco di Baviera una riproduzione, in grandezza naturale, del primo motore a combustione interna costruito da Eugenio Barsanti e Felice Matteucci.
- Scuola media Felice Matteucci di Campi Bisenzio, che prima era una scuola elementare.
- Sull'ex Scuola Elementare di Vorno (Capànnori) a sinistra dove morì nella Villa di sua proprietà: medaglia commemorativa 3 giugno 2003 per il 150° dell'invenzione "del motore a scoppio" Vorno.